# Кучумов, Александр Михайлович
Алекса́ндр Миха́йлович Кучу́мов (13 сентября 1923, Средняя Солонцовка, Самарская губерния — 31 июля 1988, Москва) — Герой Советского Союза (1946), генерал-майор авиации (1976), военный дипломат.

## Биография
Родился 13 сентября 1923 года в деревне Средняя Солонцовка Самарского уезда Самарской губернии (ныне Красноярский район Самарской области). С 1933 года жил в селе Хорошенькое (Красноярский район). Член ВЛКСМ с 1939 года. В 1940 году окончил 10 классов школы и аэроклуб в городе Куйбышев (ныне город Самара).
В армии с декабря 1940 года. В 1942 году окончил Энгельсскую военную авиационную школу лётчиков. Прошёл переобучение в 10-м запасном авиационном полку (Пензенская область).
Участник Великой Отечественной войны. Воевал на Воронежском, 1-м и 2-м Украинских фронтах. Участвовал в Курской битве, Киевской, Житомирско-Бердичевской, Проскуровско-Черновицкой, Львовско-Сандомирской, Дебреценской, Будапештской, Венской, Братиславско-Брновской и Пражской операциях.
Член ВКП(б) с 1943 года.
Приказом №: 8/ок от: 09.08.1943 по 264-й шад старший лётчик 451-го штурмового авиационного полка младший лейтенант Кучумов награждён медалью «За отвагу» за совершение двух боевых вылетов, в результате которого огнём своего штурмовика сбил 1 самолет противника и уничтожил на земле 1 танк,6 автомашин и до отделения солдат противника.
Приказом №: 45/ок от: 27.08.1943 года по 5-му шак старший лётчик 451-го штурмового авиационного полка младший лейтенант Кучумов награждён орденом Отечественной войны 2-й степени за 11 успешных боевых вылета, в результате которых было уничтожено:53 автомашины,9 танков,3 цистерны с горючим,2 склада,14 повозок,11 зданий с живой силой противника,12 зенитно-артиллерийских точек и до 170 солдат и офицеров противника.
Приказом ВС 2-й Воздушной армии №: 145/н от: 07.11.1943 года зам.командира эскадрильи 451-го штурмового авиационного полка младший лейтенант Кучумов награждён орденом Красного Знамени за 38 боевых вылетов, в результате которых было уничтожено 9 танков,32 автомашины,17 повозок.16 зенитных точек,3 склада, до 100 солдат противника и 1 сбитый самолёт Ю-87.
Приказом ВС 2-й Воздушной армии №: 35/н от: 07.02.1944 года зам.командира эскадрильи 451-го штурмового авиационного полка лейтенант Кучумов награждён орденом Александра Невского за 70 успешных боевых вылетов, в результате которых он уничтожил 21 танк, 60 автомашин, 20 зенитных точек, 17 повозок, 5 цистерн с горючим, 1 эшелон, до 200 солдат противника и 1 сбитый самолёт.
Приказом ВС 2-й Воздушной армии №: 89/н от: 11.05.1944 года зам.командира эскадрильи 451-го штурмового авиационного полка лейтенант Кучумов награждён орденом Красного Знамени за 85 боевых вылетов, в результате которых уничтожил 20 танков,22 повозки,20 точек ЗА,3 склада, до 350 солдат противника и 2 сбитых самолёта Ю-88.
Приказом ВС 5 ВА 2 Украинского фронта №: 9/н от: 17.01.1945 года командир эскадрильи 451-го штурмового авиационного полка старший лейтенант Кучумов награждён орденом Красного Знамени за 9 боевых вылетов в боях за г.Будапешт и форсировании р. Тисса.
Совершил 215 боевых вылетов на штурмовике Ил-2 для нанесения ударов по живой силе и технике противника. Был представлен к званию «Героя Советского Союза».
Приказом ВС 5-й ВА №: 129/н от: 13.06.1945 года капитан Кучумов награждён орденом Красного Знамени за выполнение 49 боевых вылетов при освобождении Вены,Брно и Братиславы.
За мужество и героизм, проявленные в боях, указом Президиума Верховного Совета СССР от 15 мая 1946 года капитану Кучумову Александру Михайловичу присвоено звание Героя Советского Союза с вручением ордена Ленина и медали «Золотая Звезда».

## После войны
- В 1950 году окончил Военно-воздушную академию (Монино). В 1950—1951 — заместитель командира авиаполка (на Дальнем Востоке).
- В 1955 году окончил Военно-дипломатическую академию.
- С сентября 1955 года по декабрь 1959 года находился в служебной командировке в США.
- В 1960—1965 годах служил офицером в Главном разведывательном управлении Генштаба ВС СССР.
- В феврале 1965 — сентябре 1969 — военный атташе при посольстве СССР в Греции.
- В 1969—1971 — начальник отдела в Главном разведывательном управлении Генштаба ВС СССР.
- В 1971—1975 — заместитель начальника кафедры страноведения Военно-дипломатической академии.
- В мае 1975 — феврале 1980 — военный атташе при посольстве СССР в Румынии.
- В 1980—1982 — начальник факультетов в Военно-дипломатической академии.
- В июле 1982 — мае 1985 — военный атташе при посольстве СССР в Италии.

## В отставке
С января 1986 года генерал-майор авиации А. М. Кучумов — в отставке. Жил в Москве.
Умер 31 июля 1988 года. Похоронен на Бабушкинском кладбище в Москве, участок 19.

## Награды
- медаль «Золотая Звезда» (15.05.1946);
- орден Ленина (15.05.1946);
- четыре ордена Красного Знамени (7.11.1943; 12.05.1944; 17.01.1945; 13.06.1945);
- орден Александра Невского (7.02.1944);
- орден Отечественной войны 1-й степени (11.03.1985);
- орден Отечественной войны 2-й степени (27.08.1943);
- орден Красной Звезды (30.12.1956);
- орден «За службу Родине в Вооружённых Силах СССР» 3-й степени (30.04.1975);
- медаль «За отвагу» (9.08.1943);
- медаль «За боевые заслуги» (13.06.1952);
- другие медали;
- иностранные награды.